# Дмитрук Олег Володимирович
Оле́г Володи́мирович Дмитру́к — майор Збройних сил України, учасник російсько-української війни, що відзначився під час російського вторгнення в Україну в 2022 році. Герой України.

## Життєпис
Олег Дмитрук закінчив Академію сухопутних військ імені гетьмана Петра Сагайдачного в 2013 році. Відразу обійняв військову посаду командира взводу в складі 13-го аеромобільного батальйону 95-ї окремої аеромобільної бригади. Під час Революції Гідності офіцер разом зі своїм взводом попрямував до Таврійська Херсонської області, де забезпечували охорону та оборону головної водопостачальної споруди, що подавала воду до АР Крим. З початком АТО на сході України Олег Дмитрук брав участь у забезпеченні підготовки мобілізованих перед передачею їх до підрозділів. Після інтенсивного курсу стрільб, тактики, медицини та інших занять він разом зі своїм підрозділом вирушив до Добропілля. У складі свого батальйону брав участь у визволенні Слов'янська, Краматорська, Красного Лимана, Кривої Луки та Мар'їнки, а також шахти «Бутівка», котру утримували близько місяця. Пізніше, разом з іншими підрозділами утримували прохід українських військових з оточення у Дебальцевому. У 2015 році обійняв посаду офіцера з бойової підготовки 95-ї окремої аеромобільної бригади. В цей час брав участь у боях за Торецьк та Авдіївку. З початку російського вторгнення в Україну перебуває на передовій.

## Нагороди
- Звання Герой України з врученням ордена «Золота Зірка» (3 вересня 2023) — за особисту мужність і героїзм, виявлені у захисті державного суверенітету та територіальної цілісності України, самовіддане служіння Українському народу[2][3]
- Орден Богдана Хмельницького III ст. (13 квітня 2022) — за особисту мужність і самовіддані дії, виявлені у захисті державного суверенітету та територіальної цілісності України, вірність військовій присязі[4][5].